# Cinquième circonscription des Côtes-d'Armor
La cinquième circonscription des Côtes-d'Armor est l'une des cinq circonscriptions législatives françaises que compte le département des Côtes-d'Armor situé en région Bretagne.
Jusqu'en 1990, elle est appelée cinquième circonscription des Côtes-du-Nord.

## La circonscription de 1958 à 1986

### Description géographique

Localisation de la circonscription de 1958 à 1986.

Dans le découpage électoral de 1958, la cinquième circonscription des Côtes-du-Nord était composée des cantons suivants :
- Canton de Lannion,
- Canton de Lézardrieux,
- Canton de Paimpol,
- Canton de Perros-Guirec,
- Canton de Plestin-les-Grèves,
- Canton de Plouaret,
- Canton de La Roche-Derrien,
- Canton de Tréguier.

### Historique des députations
| Législature | Début de mandat | Fin de mandat  | Député            | Parti politique      | Observations |
| ----------- | --------------- | -------------- | ----------------- | -------------------- | --- |
| Ire         | 9 décembre 1958 | 9 octobre 1962 | Pierre Bourdellès | Entente démocratique | Mandat écourté à la suite d'une dissolution parlementaire décidée par Charles de Gaulle.                                                                       |
| IIe         | 6 décembre 1962 | 2 avril 1967   | Pierre Bourdellès | CD                   | |
| IIIe        | 3 avril 1967    | 30 mai 1968    | Pierre Bourdellès | CD                   | Mandat écourté à la suite d'une dissolution parlementaire décidée par Charles de Gaulle.                                                                       |
| IVe         | 11 juillet 1968 | 1er avril 1973 | Pierre Bourdellès | CD                   | |
| Ve          | 2 avril 1973    | 2 avril 1978   | Pierre Bourdellès | Union centriste      | |
| VIe         | 3 avril 1978    | 22 mai 1981    | Pierre Jagoret    | PS                   | Mandat écourté à la suite d'une dissolution parlementaire décidée par François Mitterrand.                                                                     |
| VIIe        | 2 juillet 1981  | 1er avril 1986 | Pierre Jagoret    | PS                   | |
| VIIIe       | 2 avril 1986    | 14 mai 1988    | Aucun             | Aucun                | Proportionnelle par département, pas de député par circonscription. Mandat écourté à la suite d'une dissolution parlementaire décidée par François Mitterrand. |

### Historique des élections

#### Élections de 1958
| Candidat           | Candidat               | Parti          | Premier tour | Premier tour | Second tour | Second tour |  |
| Candidat           | Candidat               | Parti          | Voix         | %            | Voix        | %           |  |
| ------------------ | ---------------------- | -------------- | ------------ | ------------ | ----------- | ----------- |  |
|                    | Marcel Hamon           | PCF            | 13 125       | 24,06        | 18 450      | 33,26       |  |
|                    | Édouard Hainguerlot    | CNIP           | 10 290       | 18,86        | 15 397      | 27,75       |  |
|                    | Pierre Bourdellès élu  | CR             | 10 046       | 18,41        | 21 630      | 38,99       |  |
|                    | Pierre Guillou         | MRP            | 8 057        | 14,77        | Retrait     | Retrait     |  |
|                    | François-Louis Broudic | SFIO           | 7 850        | 14,39        | Retrait     | Retrait     |  |
|                    | Yves Le Jannou         | UNR            | 5 194        | 9,52         | Retrait     | Retrait     |  |
|                    |                        |                |              |              |             |             |  |
| Inscrits           | Inscrits               | Inscrits       | 68 270       | 100,00       | 68 225      | 100,00      |  |
| Abstentions        | Abstentions            | Abstentions    | 13 122       | 19,22        | 12 227      | 17,92       |  |
| Votants            | Votants                | Votants        | 55 148       | 80,78        | 55 998      | 82,08       |  |
| Blancs et nuls     | Blancs et nuls         | Blancs et nuls | 586          | 1,06         | 521         | 0,93        |  |
| Exprimés           | Exprimés               | Exprimés       | 54 562       | 98,94        | 55 477      | 99,07       |  |
| Source : Data.gouv |                        |                |              |              |             |             |  |

Le suppléant de Pierre Bourdellès était Yves Moreau, Président des primeuristes.

#### Élections de 1962
| Candidat           | Candidat                        | Parti          | Premier tour | Premier tour | Second tour | Second tour |  |
| Candidat           | Candidat                        | Parti          | Voix         | %            | Voix        | %           |  |
| ------------------ | ------------------------------- | -------------- | ------------ | ------------ | ----------- | ----------- |  |
|                    | Pierre Bourdellès sortant réélu | CR             | 16 532       | 34,1         | 24 090      | 44,03       |  |
|                    | Henri Blandin                   | UNR-UDT        | 14 067       | 29,01        | 11 758      | 21,49       |  |
|                    | Marcel Hamon                    | PCF            | 12 390       | 25,55        | 18 867      | 34,48       |  |
|                    | Marcel Le Guyader               | PSU            | 5 498        | 11,34        | Retrait     | Retrait     |  |
|                    |                                 |                |              |              |             |             |  |
| Inscrits           | Inscrits                        | Inscrits       | 67 450       | 100,00       | 67 427      | 100,00      |  |
| Abstentions        | Abstentions                     | Abstentions    | 18 395       | 27,27        | 12 310      | 18,26       |  |
| Votants            | Votants                         | Votants        | 49 055       | 72,73        | 55 117      | 81,74       |  |
| Blancs et nuls     | Blancs et nuls                  | Blancs et nuls | 568          | 1,16         | 402         | 0,73        |  |
| Exprimés           | Exprimés                        | Exprimés       | 48 487       | 98,84        | 54 715      | 99,27       |  |
| Source : Data.gouv |                                 |                |              |              |             |             |  |

Le suppléant de Pierre Bourdellès était Yves Bourdonnec, conseiller général du canton de La Roche-Derrien, cultivateur à Prat.

#### Élections de 1967
| Candidat           | Candidat                        | Parti          | Premier tour | Premier tour | Second tour | Second tour |  |
| Candidat           | Candidat                        | Parti          | Voix         | %            | Voix        | %           |  |
| ------------------ | ------------------------------- | -------------- | ------------ | ------------ | ----------- | ----------- |  |
|                    | Pierre Bourdellès sortant réélu | CD (PDM)       | 20 925       | 37,45        | 32 678      | 59,25       |  |
|                    | Marcel Hamon                    | PCF            | 14 831       | 26,54        | 22 479      | 40,75       |  |
|                    | Henri Blandin                   | UD-Ve          | 10 903       | 19,51        | Retrait     | Retrait     |  |
|                    | Pierre Jagoret                  | PSU            | 8 643        | 15,47        | Retrait     | Retrait     |  |
|                    | Paul Tavernier                  | ARLP           | 579          | 1,04         |             |             |  |
|                    |                                 |                |              |              |             |             |  |
| Inscrits           | Inscrits                        | Inscrits       | 67 147       | 100,00       | 67 128      | 100,00      |  |
| Abstentions        | Abstentions                     | Abstentions    | 10 737       | 15,99        | 10 952      | 16,32       |  |
| Votants            | Votants                         | Votants        | 56 410       | 84,01        | 56 176      | 83,68       |  |
| Blancs et nuls     | Blancs et nuls                  | Blancs et nuls | 529          | 0,94         | 1 019       | 1,81        |  |
| Exprimés           | Exprimés                        | Exprimés       | 55 881       | 99,06        | 55 157      | 98,19       |  |
| Source : Data.gouv |                                 |                |              |              |             |             |  |

Le suppléant de Pierre Bourdellès était Yves Bourdonnec.

#### Élections de 1968
| Candidat           | Candidat                        | Parti          | Premier tour | Premier tour | Second tour | Second tour |  |
| Candidat           | Candidat                        | Parti          | Voix         | %            | Voix        | %           |  |
| ------------------ | ------------------------------- | -------------- | ------------ | ------------ | ----------- | ----------- |  |
|                    | Pierre Bourdellès sortant réélu | CD (PDM)       | 20 320       | 36,83        | 33 596      | 63,01       |  |
|                    | Marcel Hamon                    | PCF            | 14 365       | 26,03        | 19 726      | 36,99       |  |
|                    | Julien Le Guern                 | UDR (URP)      | 12 950       | 23,47        | Retrait     | Retrait     |  |
|                    | Jean-Baptiste Henry             | PSU            | 6 541        | 11,85        |             |             |  |
|                    | Pol Le Doré                     | Régionaliste   | 1 002        | 1,82         |             |             |  |
|                    |                                 |                |              |              |             |             |  |
| Inscrits           | Inscrits                        | Inscrits       | 67 313       | 100,00       | 67 296      | 100,00      |  |
| Abstentions        | Abstentions                     | Abstentions    | 11 615       | 17,26        | 12 819      | 19,05       |  |
| Votants            | Votants                         | Votants        | 55 698       | 82,74        | 54 477      | 80,95       |  |
| Blancs et nuls     | Blancs et nuls                  | Blancs et nuls | 520          | 0,93         | 1 155       | 2,12        |  |
| Exprimés           | Exprimés                        | Exprimés       | 55 178       | 99,07        | 53 322      | 97,88       |  |
| Source : Data.gouv |                                 |                |              |              |             |             |  |

Le suppléant de Pierre Bourdellès était Yves Bourdonnec.

#### Élections de 1973
| Candidat           | Candidat                        | Parti          | Premier tour | Premier tour | Second tour | Second tour |  |
| Candidat           | Candidat                        | Parti          | Voix         | %            | Voix        | %           |  |
| ------------------ | ------------------------------- | -------------- | ------------ | ------------ | ----------- | ----------- |  |
|                    | Pierre Bourdellès sortant réélu | CDP (URP)      | 25 558       | 43,75        | 31 683      | 53,55       |  |
|                    | Jean Le Lagadec                 | PCF            | 15 817       | 27,07        | 27 392      | 46,45       |  |
|                    | Claude Queffeulou               | PS (UGSD)      | 8 273        | 14,16        | Retrait     | Retrait     |  |
|                    | Jean-Yvon Arhant                | MR             | 4 433        | 7,58         |             |             |  |
|                    | Pierre Josselin                 | PSU            | 2 888        | 4,94         |             |             |  |
|                    | Jean-Marcel Brebion             | LO             | 1 450        | 2,48         |             |             |  |
|                    |                                 |                |              |              |             |             |  |
| Inscrits           | Inscrits                        | Inscrits       | 71 163       | 100,00       | 71 152      | 100,00      |  |
| Abstentions        | Abstentions                     | Abstentions    | 11 906       | 16,73        | 10 642      | 14,96       |  |
| Votants            | Votants                         | Votants        | 59 257       | 83,27        | 60 510      | 85,04       |  |
| Blancs et nuls     | Blancs et nuls                  | Blancs et nuls | 838          | 1,41         | 1 435       | 2,37        |  |
| Exprimés           | Exprimés                        | Exprimés       | 58 419       | 98,59        | 59 075      | 97,63       |  |
| Source : Data.gouv |                                 |                |              |              |             |             |  |

Le suppléant de Pierre Bourdellès était Yves Bourdonnec.

#### Élections de 1978
| Candidat           | Candidat           | Parti                   | Premier tour | Premier tour | Second tour | Second tour |  |
| Candidat           | Candidat           | Parti                   | Voix         | %            | Voix        | %           |  |
| ------------------ | ------------------ | ----------------------- | ------------ | ------------ | ----------- | ----------- |  |
|                    | Pierre Jagoret élu | PS                      | 17 435       | 25,46        | 36 921      | 52,32       |  |
|                    | Yvon Bonnot        | UDF (CDS)               | 16 562       | 24,18        | 33 644      | 47,68       |  |
|                    | Jean Le Lagadec    | PCF                     | 15 676       | 22,89        | Retrait     | Retrait     |  |
|                    | Léon Boutbien      | RPR                     | 9 428        | 13,77        |             |             |  |
|                    | Jean-Yvon Arhant   | Divers droite           | 4 838        | 7,06         |             |             |  |
|                    | Daniel Giraudon    | UDB                     | 1 886        | 2,75         |             |             |  |
|                    | André Jestin       | Divers écologiste (PSU) | 1 566        | 2,29         |             |             |  |
|                    | Philippe Guéguen   | LO                      | 1 093        | 1,59         |             |             |  |
|                    |                    |                         |              |              |             |             |  |
| Inscrits           | Inscrits           | Inscrits                | 80 900       | 100,00       | 81 077      | 100,00      |  |
| Abstentions        | Abstentions        | Abstentions             | 11 478       | 14,19        | 9 704       | 11,97       |  |
| Votants            | Votants            | Votants                 | 69 422       | 85,81        | 71 373      | 88,03       |  |
| Blancs et nuls     | Blancs et nuls     | Blancs et nuls          | 938          | 1,35         | 808         | 1,13        |  |
| Exprimés           | Exprimés           | Exprimés                | 68 484       | 98,65        | 70 565      | 98,87       |  |
| Source : Data.gouv |                    |                         |              |              |             |             |  |

Le suppléant de Pierre Jagoret était Jean-Yves Simon, pharmacien, conseiller général du canton de Lézardrieux, maire adjoint de Pleubian.

#### Élections de 1981
| Candidat       | Candidat                     | Parti          | Premier tour | Premier tour | Second tour | Second tour |  |
| Candidat       | Candidat                     | Parti          | Voix         | %            | Voix        | %           |  |
| -------------- | ---------------------------- | -------------- | ------------ | ------------ | ----------- | ----------- |  |
|                | Pierre Jagoret sortant réélu | PS             | 26 548       | 42,95        | 39 287      | 60,13       |  |
|                | Yves Nédélec                 | RPR (UNM)      | 22 995       | 37,20        | 26 049      | 39,87       |  |
|                | Jean Le Lagadec              | PCF            | 9 835        | 15,91        |             |             |  |
|                | Jean-Jacques Monnier         | UDB            | 2 427        | 3,93         |             |             |  |
|                |                              |                |              |              |             |             |  |
| Inscrits       | Inscrits                     | Inscrits       | 83 041       | 100,00       | 83 034      | 100,00      |  |
| Abstentions    | Abstentions                  | Abstentions    | 20 699       | 24,93        | 16 843      | 20,28       |  |
| Votants        | Votants                      | Votants        | 62 342       | 75,07        | 66 191      | 79,72       |  |
| Blancs et nuls | Blancs et nuls               | Blancs et nuls | 537          | 0,86         | 855         | 1,29        |  |
| Exprimés       | Exprimés                     | Exprimés       | 61 805       | 99,14        | 65 336      | 98,71       |  |

Le suppléant de Pierre Jagoret était Jean-Yves Simon.

## La circonscription depuis 1986

### Description géographique et démographique

Localisation de la circonscription depuis 1986.

Dans le découpage électoral de la loi n°86-1197 du 24 novembre 1986
, la circonscription regroupe les cantons suivants :
- Canton d'Étables-sur-Mer,
- Canton de Lannion,
- Canton de Lézardrieux,
- Canton de Paimpol,
- Canton de Perros-Guirec,
- Canton de Plouha,
- Canton de Pontrieux,
- Canton de La Roche-Derrien,
- Canton de Tréguier.

D'après le recensement général de la population en 1999, réalisé par l'Institut national de la statistique et des études économiques (INSEE), la population totale de cette circonscription est estimée à 117 363 habitants,.

## Historique des députations
| Législature | Début de mandat | Fin de mandat  | Député                           | Parti politique | Observations                                                                                 |
| ----------- | --------------- | -------------- | -------------------------------- | --------------- | -------------------------------------------------------------------------------------------- |
| IXe         | 23 juin 1988    | 1er avril 1993 | Pierre-Yvon Trémel,              | PS,             |                                                                                              |
| Xe          | 2 avril 1993    | 21 avril 1997  | Yvon Bonnot,                     | UDF,            | Mandat écourté à la suite d'une dissolution parlementaire décidée par Jacques Chirac.        |
| XIe         | 12 juin 1997    | 18 juin 2002   | Alain Gouriou,                   | PS,             |                                                                                              |
| XIIe        | 19 juin 2002    | 19 juin 2007   | Alain Gouriou,                   | PS,             |                                                                                              |
| XIIIe       | 20 juin 2007    | 19 juin 2012   | Corinne Erhel,                   | PS,             |                                                                                              |
| XIVe        | 20 juin 2012    | 20 juin 2017   | Corinne Erhel puis Éric Bothorel | PS              | Décédée le 5 mai 2017, son suppléant Éric Bothorel la remplace pour la fin de la législature |
| XVe         | 21 juin 2017    | 21 juin 2022   | Éric Bothorel                    | LREM            |                                                                                              |
| XVIe        | 22 juin 2022    | 9 juin 2024    | Éric Bothorel                    | LREM-Ensemble   | Mandat écourté à la suite d'une dissolution parlementaire décidée par Emmanuel Macron.       |

## Historique des élections

### Élections de 1988
| Candidat       | Candidat               | Parti          | Premier tour | Premier tour | Second tour | Second tour |  |
| Candidat       | Candidat               | Parti          | Voix         | %            | Voix        | %           |  |
| -------------- | ---------------------- | -------------- | ------------ | ------------ | ----------- | ----------- |  |
|                | Pierre-Yvon Trémel élu | PS             | 30 769       | 48,72        | 40 064      | 58,76       |  |
|                | Marc Sabbagh           | RPR (URC)      | 20 559       | 32,55        | 28 114      | 41,23       |  |
|                | Hervé Le Bars          | PCF            | 5 820        | 9,21         |             |             |  |
|                | François Floc'h        | FN             | 3 567        | 5,65         |             |             |  |
|                | Jean Arhant            | Divers droite  | 2 087        | 3,31         |             |             |  |
|                | Olivier Racinet        | Divers droite  | 340          | 0,54         |             |             |  |
|                | Jean Burlot            | Divers droite  | 2            | 0            |             |             |  |
|                |                        |                |              |              |             |             |  |
| Inscrits       | Inscrits               | Inscrits       | 91 379       | 100,00       | 91 358      | 100,00      |  |
| Abstentions    | Abstentions            | Abstentions    | 27 100       | 29,66        | 21 848      | 23,91       |  |
| Votants        | Votants                | Votants        | 64 279       | 70,34        | 69 510      | 76,09       |  |
| Blancs et nuls | Blancs et nuls         | Blancs et nuls | 1 135        | 1,77         | 1 332       | 1,92        |  |
| Exprimés       | Exprimés               | Exprimés       | 63 144       | 98,23        | 68 178      | 98,08       |  |

Le suppléant de Pierre-Yvon Trémel était Louis Conan, agriculteur, conseiller général du canton de Paimpol, adjoint au maire de Paimpol.

### Élections de 1993
| Candidat       | Candidat                   | Parti              | Premier tour | Premier tour | Second tour | Second tour |  |
| Candidat       | Candidat                   | Parti              | Voix         | %            | Voix        | %           |  |
| -------------- | -------------------------- | ------------------ | ------------ | ------------ | ----------- | ----------- |  |
|                | Yvon Bonnot élu            | UDF (CDS)          | 26 473       | 41,54        | 34 640      | 52,57       |  |
|                | Pierre-Yvon Trémel sortant | PS (ADFP)          | 18 649       | 29,26        | 31 245      | 47,42       |  |
|                | Hervé Le Bars              | PCF                | 4 622        | 7,25         |             |             |  |
|                | Raymond Blanc              | FN                 | 4 618        | 7,24         |             |             |  |
|                | Denis Baulier              | GÉ (EÉ)            | 4 494        | 7,05         |             |             |  |
|                | Armand Barth               | Divers (AREV, UDB) | 1 345        | 2,11         |             |             |  |
|                | Régine Dubois              | LT-LNÉ             | 1 276        | 2,00         |             |             |  |
|                | Alain Le Fol               | LO                 | 1 263        | 1,98         |             |             |  |
|                | Yves Chapalain             | Divers droite      | 986          | 1,54         |             |             |  |
|                |                            |                    |              |              |             |             |  |
| Inscrits       | Inscrits                   | Inscrits           | 93 911       | 100,00       | 92 866      | 100,00      |  |
| Abstentions    | Abstentions                | Abstentions        | 27 382       | 29,16        | 23 758      | 25,58       |  |
| Votants        | Votants                    | Votants            | 66 529       | 70,84        | 69 108      | 74,42       |  |
| Blancs et nuls | Blancs et nuls             | Blancs et nuls     | 2 804        | 4,21         | 3 223       | 4,66        |  |
| Exprimés       | Exprimés                   | Exprimés           | 63 725       | 95,79        | 65 885      | 95,34       |  |

Le suppléant d'Yvon Bonnot était Jean-Claude Vitel, conseiller général du canton de Paimpol, maire de Kerfot.

### Élections de 1997
| Candidat                     | Candidat            | Parti             | Premier tour | Premier tour | Second tour | Second tour |  |
| Candidat                     | Candidat            | Parti             | Voix         | %            | Voix        | %           |  |
| ---------------------------- | ------------------- | ----------------- | ------------ | ------------ | ----------- | ----------- |  |
|                              | Yvon Bonnot sortant | UDF (FD)          | 21 166       | 34,37        | 30 446      | 45,37       |  |
|                              | Alain Gouriou élu   | PS                | 19 127       | 31,06        | 36 657      | 54,62       |  |
|                              | Alain Prigent       | PCF               | 6 102        | 9,90         |             |             |  |
|                              | Jean-Luc de Trogoff | FN                | 5 429        | 8,81         |             |             |  |
|                              | Pierre Morvan       | UDB               | 1 921        | 3,11         |             |             |  |
|                              | Alain Le Fol        | LO                | 1 838        | 2,98         |             |             |  |
|                              | Alain Ernoult       | Les Verts         | 1 729        | 2,80         |             |             |  |
|                              | Philippe Vital      | AREV              | 1 095        | 1,77         |             |             |  |
|                              | Pascal Le Meur      | GÉ                | 906          | 1,47         |             |             |  |
|                              | Denis Baulier       | Divers écologiste | 796          | 1,29         |             |             |  |
|                              | Gilberte Fournier   | LT-LNÉ            | 600          | 0,97         |             |             |  |
|                              | Roger Courland      | MÉI               | 425          | 0,69         |             |             |  |
|                              | Pierre Lo Monaco    | PT                | 399          | 0,64         |             |             |  |
|                              | André Durechou      | LDI (MPF)         | 46           | 0,07         |             |             |  |
|                              |                     |                   |              |              |             |             |  |
| Inscrits                     | Inscrits            | Inscrits          | 92 590       | 100,00       | 92 574      | 100,00      |  |
| Abstentions                  | Abstentions         | Abstentions       | 28 397       | 30,67        | 22 706      | 24,53       |  |
| Votants                      | Votants             | Votants           | 64 193       | 69,33        | 69 868      | 75,47       |  |
| Blancs et nuls               | Blancs et nuls      | Blancs et nuls    | 2 614        | 4,07         | 2 765       | 3,96        |  |
| Exprimés                     | Exprimés            | Exprimés          | 61 579       | 95,93        | 67 103      | 96,04       |  |
| Source : Assemblée nationale |                     |                   |              |              |             |             |  |

La suppléante d'Alain Gouriou était Paulette Kapry, assistante sociale, ancienne adjointe au maire de Paimpol.

### Élections de 2002
| Candidat       | Candidat                    | Parti            | Premier tour | Premier tour | Second tour | Second tour |  |
| Candidat       | Candidat                    | Parti            | Voix         | %            | Voix        | %           |  |
| -------------- | --------------------------- | ---------------- | ------------ | ------------ | ----------- | ----------- |  |
|                | Alain Gouriou sortant réélu | PS               | 23 971       | 36,13        | 33 266      | 50,92       |  |
|                | Jean-Renaud Saleun          | UMP              | 22 368       | 33,72        | 32 059      | 49,08       |  |
|                | Gabriel Lopez               | Divers droite    | 4 776        | 7,2          |             |             |  |
|                | Monique Ferrer              | FN               | 3 890        | 5,86         |             |             |  |
|                | Isabelle Métayer            | Les Verts        | 2 933        | 4,42         |             |             |  |
|                | Claudine Féjean             | PCF              | 2 324        | 3,5          |             |             |  |
|                | Pierre Morvan               | UDB              | 1 477        | 2,23         |             |             |  |
|                | Marie-Pierre Menguy         | LO               | 1 075        | 1,62         |             |             |  |
|                | Philippe Vital              | SÉGA             | 969          | 1,46         |             |             |  |
|                | France Choron               | CPNT             | 719          | 1,08         |             |             |  |
|                | Gérard Bligny               | Pôle républicain | 565          | 0,85         |             |             |  |
|                | Gérard Boqueho              | GÉ               | 479          | 0,72         |             |             |  |
|                | Raymond Blanc               | MNR              | 361          | 0,54         |             |             |  |
|                | Margaret Studler            | MPF              | 253          | 0,38         |             |             |  |
|                | François Le Pivert          | PT               | 180          | 0,27         |             |             |  |
|                |                             |                  |              |              |             |             |  |
| Inscrits       | Inscrits                    | Inscrits         | 97 517       | 100,00       | 97 504      | 100,00      |  |
| Abstentions    | Abstentions                 | Abstentions      | 30 017       | 30,78        | 30 253      | 31,03       |  |
| Votants        | Votants                     | Votants          | 67 500       | 69,22        | 67 251      | 68,97       |  |
| Blancs et nuls | Blancs et nuls              | Blancs et nuls   | 1 160        | 1,72         | 1 926       | 2,86        |  |
| Exprimés       | Exprimés                    | Exprimés         | 66 340       | 98,28        | 65 325      | 97,14       |  |

Le suppléant d'Alain Gouriou était Yves Le Roux, conseiller municipal de Lanmodez, conseiller général du canton de Lézardrieux, instituteur.

### Élections de 2007
| Candidat       | Candidat                  | Parti          | Premier tour | Premier tour | Second tour | Second tour |  |
| Candidat       | Candidat                  | Parti          | Voix         | %            | Voix        | %           |  |
| -------------- | ------------------------- | -------------- | ------------ | ------------ | ----------- | ----------- |  |
|                | Marie-Dominique Furet     | UMP            | 22 781       | 34,16        | 29 994      | 43,92       |  |
|                | Corinne Erhel élue        | PS             | 22 366       | 33,54        | 38 294      | 56,08       |  |
|                | Jean-Yves de Chaisemartin | UDF–MoDem      | 7 313        | 10,97        |             |             |  |
|                | Isabelle Métayer          | Les Verts      | 3 299        | 4,95         |             |             |  |
|                | Claudine Féjean           | PCF            | 2 937        | 4,4          |             |             |  |
|                | Thibaud Saint-Michel      | LCR            | 1 994        | 2,99         |             |             |  |
|                | Catherine Génie           | FN             | 1 640        | 2,46         |             |             |  |
|                | Philippe Coulau           | UDB            | 1 465        | 2,2          |             |             |  |
|                | Lary-Jacques Casteret     | MPF            | 883          | 1,32         |             |             |  |
|                | Marie-Pierre Menguy       | LO             | 691          | 1,04         |             |             |  |
|                | Murielle Canuet           | CPNT           | 619          | 0,93         |             |             |  |
|                | Jean-Pierre Deria         | Divers         | 440          | 0,66         |             |             |  |
|                | Émile Robert              | MNR            | 254          | 0,38         |             |             |  |
|                |                           |                |              |              |             |             |  |
| Inscrits       | Inscrits                  | Inscrits       | 101 768      | 100,00       | 101 749     | 100,00      |  |
| Abstentions    | Abstentions               | Abstentions    | 34 030       | 33,44        | 31 931      | 31,38       |  |
| Votants        | Votants                   | Votants        | 67 738       | 66,56        | 69 818      | 68,62       |  |
| Blancs et nuls | Blancs et nuls            | Blancs et nuls | 1 056        | 1,56         | 1 530       | 2,19        |  |
| Exprimés       | Exprimés                  | Exprimés       | 66 682       | 98,44        | 68 288      | 97,81       |  |

Le suppléant de Corinne Erhel était Alain Le Guyader, ergothérapeute, conseiller général du canton de Paimpol, maire de Plourivo.

### Élections de 2012
| Candidat       | Candidat                      | Parti          | Premier tour | Premier tour | Second tour | Second tour |  |
| Candidat       | Candidat                      | Parti          | Voix         | %            | Voix        | %           |  |
| -------------- | ----------------------------- | -------------- | ------------ | ------------ | ----------- | ----------- |  |
|                | Corinne Erhel sortante réélue | PS             | 29 465       | 46,19        | 39 319      | 63,97       |  |
|                | Xavier Lec'hvien              | UMP            | 16 610       | 26,04        | 22 142      | 36,03       |  |
|                | Jeanne-Marie Fernagut         | RBM (FN)       | 6 126        | 9,60         |             |             |  |
|                | Claudine Féjean               | FG (PCF)       | 4 986        | 7,82         |             |             |  |
|                | Marie-Pascale Martin          | EÉLV           | 3 750        | 5,88         |             |             |  |
|                | Philippe Coulau               | UDB            | 1 388        | 2,18         |             |             |  |
|                | Katell Rivoal                 | NPA            | 426          | 0,67         |             |             |  |
|                | Claude Guillemain             | JB             | 419          | 0,66         |             |             |  |
|                | Yann Guéguen                  | LO             | 373          | 0,58         |             |             |  |
|                | Denis Moulin                  | POI            | 252          | 0,40         |             |             |  |
|                |                               |                |              |              |             |             |  |
| Inscrits       | Inscrits                      | Inscrits       | 102 353      | 100,00       | 102 336     | 100,00      |  |
| Abstentions    | Abstentions                   | Abstentions    | 37 410       | 36,55        | 38 957      | 38,07       |  |
| Votants        | Votants                       | Votants        | 64 943       | 63,45        | 63 379      | 61,93       |  |
| Blancs et nuls | Blancs et nuls                | Blancs et nuls | 1 148        | 1,77         | 1 918       | 3,03        |  |
| Exprimés       | Exprimés                      | Exprimés       | 63 795       | 98,23        | 61 461      | 96,97       |  |

Corinne Erhel est décédée le 5 mai 2017. Son suppléant, Éric Bothorel, conseiller général du canton de Paimpol, conseiller municipal de Paimpol, la remplace du 6 mai 2017 au 18 juin 2017.

### Élections de 2017
|                                                                                 |                                                                                   |                           |                           |                          |                          |
|                                                                                 |                                                                                   | Premier tour 11 juin 2017 | Premier tour 11 juin 2017 | Second tour 18 juin 2017 | Second tour 18 juin 2017 |
|                                                                                 |                                                                                   |                           |                           |                          |                          |
|                                                                                 |                                                                                   | Nombre                    | % des inscrits            | Nombre                   | % des inscrits           |
| Inscrits                                                                        | Inscrits                                                                          | 103 763                   | 100,00                    | 103 752                  | 100,00                   |
| Abstentions                                                                     | Abstentions                                                                       | 43 523                    | 41,94                     | 53 076                   | 51,16                    |
| Votants                                                                         | Votants                                                                           | 60 240                    | 58,06                     | 50 676                   | 48,84                    |
|                                                                                 |                                                                                   |                           | % des votants             |                          | % des votants            |
| Bulletins blancs                                                                | Bulletins blancs                                                                  | 818                       | 1,36                      | 4 675                    | 9,23                     |
| Bulletins nuls                                                                  | Bulletins nuls                                                                    | 364                       | 0,60                      | 1 977                    | 3,90                     |
| Suffrages exprimés                                                              | Suffrages exprimés                                                                | 59 058                    | 98,04                     | 44 024                   | 86,87                    |
|                                                                                 |                                                                                   |                           |                           |                          |                          |
| Candidat Étiquette politique (partis et alliances)                              | Candidat Étiquette politique (partis et alliances)                                | Voix                      | % des exprimés            | Voix                     | % des exprimés           |
|                                                                                 |                                                                                   |                           |                           |                          |                          |
|                                                                                 | Éric Bothorel La République en marche                                             | 24 257                    | 41,07                     | 29 236                   | 66,41                    |
|                                                                                 | Jean-Yves de Chaisemartin Union des démocrates et indépendants (Les Républicains) | 9 470                     | 16,04                     | 14 788                   | 33,59                    |
|                                                                                 | Marie-Amélie Troadec La France insoumise                                          | 7 977                     | 13,51                     |                          |                          |
|                                                                                 | Éric Robert Parti socialiste                                                      | 5 122                     | 8,67                      |                          |                          |
|                                                                                 | Annick Lebiez Front national                                                      | 4 710                     | 7,98                      |                          |                          |
|                                                                                 | Yves Nedellec Europe Écologie Les Verts                                           | 2 689                     | 4,55                      |                          |                          |
|                                                                                 | Trefina Kerrain Régionaliste (Oui la Bretagne - Union démocratique bretonne)      | 1 371                     | 2,32                      |                          |                          |
|                                                                                 | Benoît Dumont Parti communiste français (Ensemble !)                              | 1 325                     | 2,24                      |                          |                          |
|                                                                                 | Marie-Pierre Lecat Divers droite (Parti chrétien-démocrate)                       | 516                       | 0,87                      |                          |                          |
|                                                                                 | Marie-Françoise Le Ray Divers (Union populaire républicaine)                      | 452                       | 0,77                      |                          |                          |
|                                                                                 | Yann Guéguen Lutte ouvrière                                                       | 445                       | 0,75                      |                          |                          |
|                                                                                 | Jean-Marc Le Luyer Régionaliste (Parti breton)                                    | 392                       | 0,66                      |                          |                          |
|                                                                                 | Hervé Chuberre Extrême gauche (Parti ouvrier indépendant démocratique)            | 236                       | 0,40                      |                          |                          |
|                                                                                 | Guillaume Folcher Divers                                                          | 96                        | 0,16                      |                          |                          |
| Source : Ministère de l'Intérieur - Cinquième circonscription des Côtes-d'Armor |                                                                                   |                           |                           |                          |                          |

La suppléante d'Éric Bothorel était Katell Le Gall, infirmière libérale à Perros-Guirec.

### Élections de 2022
| Candidat                 | Candidat                 | Parti et coalition       | Nuance                   | Premier tour | Premier tour | Second tour | Second tour |
| Candidat                 | Candidat                 | Parti et coalition       | Nuance                   | Voix         | %            | Voix        | %           |
| ------------------------ | ------------------------ | ------------------------ | ------------------------ | ------------ | ------------ | ----------- | ----------- |
|                          | Éric Bothorel            | LREM (ENS)               | ENS                      | 18 543       | 30,93        | 29 496      | 52,49       |
|                          | Marie-Amélie Troadec     | LFI (NUPES)              | NUP                      | 15 851       | 26,44        | 26 697      | 47,51       |
|                          | Sandrine Castek          | RN                       | RN                       | 7 999        | 13,34        |             |             |
|                          | Vincent Le Meaux,        | PS diss.                 | DVG                      | 6 144        | 10,25        |             |             |
|                          | Yves Jézéquel            | LR (UDC)                 | LR                       | 4 038        | 6,74         |             |             |
|                          | Bernard Germain          | REC                      | REC                      | 1 965        | 3,28         |             |             |
|                          | Sylvie Gioux             | LT-LNÉ (TUPV)            | ECO                      | 1 900        | 3,17         |             |             |
|                          | Trefina Kerrain          | UDB (RPS)                | REG                      | 1 277        | 2,13         |             |             |
|                          | Marielle Vicet           | EPL                      | DIV                      | 549          | 0,92         |             |             |
|                          | Erwann Leclerc           | DLF (UPF)                | DSV                      | 540          | 0,90         |             |             |
|                          | Yann Guéguen             | LO                       | DXG                      | 485          | 0,81         |             |             |
|                          | Éric Poder               | PB (PU)                  | REG                      | 362          | 0,60         |             |             |
|                          | Carine Weber             | POID                     | DXG                      | 289          | 0,48         |             |             |
|                          | Maël Piepers             | SE                       | ECO                      | 0            | 0,00         |             |             |
|                          |                          |                          |                          |              |              |             |             |
| Votes valides            | Votes valides            | Votes valides            | Votes valides            | 59 942       | 98,17        | 56 193      | 92,73       |
| Votes blancs             | Votes blancs             | Votes blancs             | Votes blancs             | 798          | 1,31         | 2 952       | 4,87        |
| Votes nuls               | Votes nuls               | Votes nuls               | Votes nuls               | 320          | 0,52         | 1 454       | 2,40        |
| Total                    | Total                    | Total                    | Total                    | 61 060       | 100          | 60 599      | 100         |
| Abstention               | Abstention               | Abstention               | Abstention               | 46 694       | 43,33        | 47 133      | 43,75       |
| Inscrits / participation | Inscrits / participation | Inscrits / participation | Inscrits / participation | 107 754      | 56,67        | 107 732     | 56,25       |

La suppléante d'Éric Bothorel était Katell Le Gall, infirmière libérale à Perros-Guirec.

### Élections de 2024
| Candidat                 | Candidat                 | Parti et coalition       | Nuance                   | Premier tour | Premier tour | Second tour | Second tour |
| Candidat                 | Candidat                 | Parti et coalition       | Nuance                   | Voix         | %            | Voix        | %           |
| ------------------------ | ------------------------ | ------------------------ | ------------------------ | ------------ | ------------ | ----------- | ----------- |
|                          | Éric Bothorel            | RE (ENS)                 | ENS                      | 29 479       | 37,81        | 32 463      | 41,21       |
|                          | Marielle Lemaître        | LFI (NFP)                | UG                       | 23 858       | 30,60        | 23 385      | 29,69       |
|                          | Jean-Yves Le Boulanger   | RN                       | RN                       | 22 668       | 29,08        | 22 919      | 29,10       |
|                          | Yann Guéguen             | LO                       | EXG                      | 1 953        | 2,51         |             |             |
|                          |                          |                          |                          |              |              |             |             |
| Votes valides            | Votes valides            | Votes valides            | Votes valides            | 77 958       | 96,59        | 78 767      | 97,04       |
| Votes blancs             | Votes blancs             | Votes blancs             | Votes blancs             | 1 784        | 2,21         | 1 725       | 2,13        |
| Votes nuls               | Votes nuls               | Votes nuls               | Votes nuls               | 971          | 1,20         | 679         | 0,84        |
| Total                    | Total                    | Total                    | Total                    | 80 713       | 100          | 81 171      | 100         |
| Abstention               | Abstention               | Abstention               | Abstention               | 27 048       | 25,10        | 26 586      | 24,67       |
| Inscrits / participation | Inscrits / participation | Inscrits / participation | Inscrits / participation | 107 761      | 74,90        | 107 757     | 75,33       |

#### Département des Côtes-d'Armor
- La fiche de l'INSEE de cette circonscription : « Tableaux et Analyses de la cinquième circonscription des Côtes-d'Armor », sur insee.fr, site de l'Institut national de la statistique et des études économiques (consulté le 10 juin 2007) [PDF]

- « Tous les députés du département des Côtes-d'Armor depuis 1789 », sur assemblee-nationale.fr, site de l'Assemblée nationale française (consulté le 10 juin 2007)

- « Informations contentieuses sur le département des Côtes-d'Armor (Élections législatives de 2002) »(Archive.org • Wikiwix • Archive.is • Google • Que faire ?), sur conseil-constitutionnel.fr, site du Conseil constitutionnel (consulté le 13 juin 2007)

#### Circonscriptions en France
- « Carte des circonscriptions législatives en France », sur assemblee-nationale.fr, site de l'Assemblée nationale française (consulté le 20 juin 2007)

- « Résultats électoraux officiels en France »(Archive.org • Wikiwix • Archive.is • Google • Que faire ?), sur interieur.gouv.fr, site du ministère de l'Intérieur (France) (consulté le 13 juin 2007)

- Description et Atlas des circonscriptions électorales de France sur http://www.atlaspol.com, Atlaspol, site de cartographie géopolitique, consulté le 13 juin 2007.